# Cadillac CT4
El Cadillac CT4 es un automòvil de segmento D producido por el fabricante estadounidense Cadillac desde el año 2019. Tiene carrocería de cuatro puertas y cinco plazas, con motor delantero transversal y tracción delantera a las cuatro ruedas.

## Descripción general
El CT4 salió a la venta en el segundo trimestre de 2020. Siguiendo la nueva estrategia de acabado "Y" de Cadillac, el CT4 se ofrece en el equipamiento básico de lujo, así como en los modelos Sport y Premium Luxury.

## CT4-V
Cadillac presentó una variante de alto rendimiento, el CT4-V, el 30 de mayo de 2019 junto con el CT5-V para reemplazar al ATS-V .  Está propulsado por un motor I4 turboalimentado de 2.7 litros que produce 325 hp (242 kW) y 380 lb⋅ft (515 N⋅m) de torque.